# 미야보촌
미야보촌(宮保村)은 이시카와현 이시카와군에 설치되었던 촌이다.